# Nolathripa
Nolathripa is een geslacht van vlinders van de familie visstaartjes (Nolidae), uit de onderfamilie Chloephorinae.

## Soorten
- N. lactaria Graeser, 1892